# Prosinec 2005
1. prosince – čtvrtek
- Při výbuchu nastražené bomby poblíž iráckého města Fallúdža zahynulo 10 příslušníků americké námořní pěchoty.
- Článek v časopise Nature oznamuje, že skupina kvantové optiky a spektroskopie na univerzitě v Innsbrucku připravila propletený stav 8 iontů vápníku. Světlo světa tak spatřil první qubit, zobecnění bajtu pro kvantový počítač.
- Jihoafrická republika se stala po Kanadě, Španělsku, Nizozemsku a Belgii pátou zemí světa, která uznala registrované partnerství osob stejného pohlaví. Ústavní soud rozhodl, že současný zákon je protiústavní a musí být během dvanácti měsíců změněn.
- Evropská centrální banka rozhodla o zvýšení úrokových sazeb v eurozóně o čtvrt procenta ze současných 2 % na 2,25 %.
- Podle výzkumů CVVM by volby konané v prosinci vyhrála ODS (26 %) následována ČSSD (24,5 %). Do Sněmovny by se dostala ještě KSČM (12,5 %) a KDU-ČSL (7,5 %). Pátá současná parlamentní strana US-DEU by získala 0,5 %.

2. prosince – pátek
- V německém Hage zemřel český novinář a představitel druhé poválečné vlny lidoveckého exilu, Rudolf Ströbinger.
- Poslanecká sněmovna ČR schválila vládní návrh státního rozpočtu na rok 2006, který počítá s výdaji ve výši 958,8 miliardy korun a příjmy 884,4 miliardy Kč. Rozpočet podpořili poslanci stran vládní koalice, ODS hlasovala proti a poslanci KSČM se hlasování zdrželi.
- Česká koruna nadále posilovala, prolomila rekordní hranici k euru a posunula historické minimum na 28,84 CZK/EUR.
- Poslanci dolní komory belgického parlamentu schválili návrh zákona, který má umožnit homosexuálním párům adopci dětí, a to i ze zahraničí. Návrh musí schválit ještě horní komora. Belgie se v loňském roce stala druhou zemí (po Nizozemsku), která uznala registrované partnerství osob stejného pohlaví za rovnoprávné manželství. Adopcí se to však netýkalo. V současnosti umožňují tyto adopce Velká Británie, Švédsko, Španělsko, Nizozemsko, Dánsko a Island; podle některých zdrojů také Německo a Norsko.
- V USA byl popraven Kenneth Boyd, 1000. odsouzenec k smrti od roku 1976, kdy Nejvyšší soud Spojených států zrušil zákaz poprav.
- Severní Japonsko postihlo zemětřesení o síle 6,4 stupně Richterovy škály. Nejsou hlášeny oběti ani materiální škody.

3. prosince – sobota
- Celorepublikový sjezd nejmenší české vládní strany US-DEU potvrdil ve funkci předsedy Pavla Němce, který porazil svého vyzyvatele Svatopluka Karáska.
- Vítězem slovenské soutěže Zlatý slavík se v kategorii zpěváků stal Miroslav Žbirka, v kategorii zpěvaček Zuzana Smatanová a v kategorii skupin pak Elán. Objevem roku se stala vítězka slovenské SuperStar Katarína Koščová.
- Zemětřesení o síle 5,5 stupně Richterovy škály postihlo jih Japonska. Nejsou žádné oběti.

4. prosince – neděle
- V Kazachstánu byl Nursultan Nazarbajev zvolen prezidentem na třetí funkční období. Podle předběžných výsledků získal 91 % hlasů. Tým nejsilnější ho opozičního kandidáta Žarmachana Tujakbaje, který získal necelých 7 %, označil výsledky voleb za „absurdní“. Za nedemokratické označila volby i mise pozorovatelů z OBSE.
- V parlamentních volbách ve Venezuele zřejmě získaly všech 167 křesel strany vládní koalice kolem prezidenta Huga Cháveze. Opoziční strany volby bojkotovaly a volební účast byla okolo 25 %.
- Při útoku povstalců na jednotku irácké armády bylo poblíž Adhaimu, ležícího asi 100 kilometrů severně od Bagdádu, zabito 19 vládních vojáků.

5. prosince – pondělí
- V Bagdádu pokračoval proces s bývalým iráckým prezidentem Saddámem Husajnem. Saddámovi obhájci opustili soudní síň poté, co jim soud neumožnil pronést řeč, ve které hodlali zpochybnit legitimitu soudu. Soudce jim poté dovolil promluvit a přelíčení pokračovalo výslechem prvního svědka.
- Při výbuchu sebevražedného palestinského útočníka v izraelském městě Netanja zahynulo nejméně 5 osob a přes 50 lidí bylo zraněno. K zodpovědnosti za útok se nezávisle na sobě přihlásily palestinské militantní organizace Islámský džihád a Brigády mučedníků Al-Aksá.
- Americká ministryně zahraničí Condoleezza Riceová popřela, že americká zpravodajská služba CIA mučí zajaté údajné teroristy, odmítla se však vyjádřit k otázce, zda USA zřídily ve střední či východní Evropě tajná vězení pro údajné teroristy. Řada evropských států, Evropská komise a Rada Evropy již zahájily v této věci vyšetřování. Evropská unie požadovala od USA vyjádření k existenci těchto věznic.
- Ve Velké Británii vstoupil v platnost zákon o registrovaném partnerství osob stejného pohlaví. Počínaje tímto dnem mohou páry nechat zaregistrovat svoji žádost o uzavření svazku. Sňatky bude možno uzavírat od 21. prosince.
- Oblast jezera Tanganika byla postižena zemětřesením o síle 7,5 stupňů Richterovy škály.

6. prosince – úterý
- Česká Poslanecká sněmovna jednomyslně podpořila přijetí Rumunska a Bulharska do Evropské unie k 1. lednu 2007.
- Krátce po startu havaroval v íránském Teheránu vojenský dopravní letoun. Letoun se zřítil na obytný dům. Zahynuly všechny 94 osoby na palubě a 25 obyvatel domu.

7. prosince – středa

Červený krystal

- Červený krystalMezinárodní hnutí Červeného kříže a Červeného půlměsíce schválilo poměrem hlasů 98 pro a 27 proti při 10 absencích zařazení nábožensky neutrálního symbolu červeného krystalu mezi oficiální symboly organizace, na které se vztahuje mezinárodní ochrana. Schválení nábožensky neutrálního znaku má mj. umožnit vstup izraelské záchranné služby Magen David Adom, jejíž symbol – červená šesticípá hvězda – nebyl členskými státy Červeného kříže a Červeného půlměsíce schválen. Proti přijetí symbolu červeného krystalu hlasovaly zejména arabské státy.
- Zahájena registrace evropské internetové domény .eu.
- Odhalení pamětní desky na budově očního oddělení fakultní nemocnice v Olomouci ke 100. výročí první úspěšné transplantace na světě. Operaci oční rohovky provedl Dr. Eduard Konrád Zirm.
- V Iráku pokračoval soud se Saddámem Husajnem. Líčení proběhlo v jeho nepřítomnosti, Husajn z důvodu protestního bojkotu soudního jednání.
- Eritrejská vláda dala OSN desetidenní lhůtu na odchod všech vojáků mise UNMEE (Mise OSN v Etiopii a Eritreji). Týká se to asi 3 300 vojáků „modrých přileb“. Vláda své rozhodnutí neodůvodnila.
- V kanadském Ontariu zemřel ve věku 82 let Devan Nair, singapurský prezident v letech 1981–1985.

8. prosince – čtvrtek
- Chorvatský generál Ante Gotovina byl zatčen na Kanárských ostrovech. Nyní bude postaven před Mezinárodní soud v Haagu. Vydání generála Gotoviny je jednou z podmínek členství Chorvatska v Evropské unii.
- Sebevražedný útočník, který se odpálil v bagdádském autobusu, zabil nejméně 30 lidí a dalších 25 zranil.
- Prezident Íránu Mahmúd Ahmadínežád navrhl přesun Izraele na území Německa či Rakouska. Ve svém projevu zpochybnil existenci holocaustu. Současně argumentoval, že pokud k holocaustu skutečně došlo, měl by Izrael existovat na území těch států, které za něj nesou zodpovědnost, a nikoli v Palestině. Ahmadínedžádovo vyjádření odsoudili představitelé Evropské unie, USA i Izraele.

9. prosince – pátek
- Polský deník Gazeta Wyborcza informoval s odvoláním na mezinárodní organizaci zabývající se ochranou lidských práv Human Rights Watch, že USA mají v Polsku tajné věznice, ve kterých zadržují osoby podezřelé z terorismu. Polská vláda již dříve existenci takových věznic popřela. Americká ministryně zahraničí Condoleezza Riceová v minulých dnech ujistila představitele evropských zemí, že USA dodržují mezinárodní závazky na ochranu lidských práv.

10. prosince – sobota
- V anketě Český slavík zvítězila v kategorii zpěvaček Aneta Langerová, která se s 38 165 hlasy stala rovněž absolutní vítězkou. V kategorii mužů se již tradičně radoval Karel Gott, nejlepší skupinou se stala kapela Chinaski. Objevem roku se stal vítěz soutěže Česko hledá Superstar Vlasta Horváth.
- Vítězkou 55. ročníku soutěže Miss World byla v čínském městě San-ja vyhlášena islandská soutěžící Unnur Birna Vilhjálmsdóttir.
- Při zřícení dopravního letadla v Nigérii zahynulo všech 103 osob na palubě včetně 75 studentů střední školy.

11. prosince – neděle
- Vítězem reality show televize Prima VyVolení se stal Vladko Dobrovodský. Ve finále získal 630 506 hlasů
- Ropným skladištěm u britského města Hemel Hempstead asi 40 kilometrů severně od Londýna otřásly ráno tři silné výbuchy. Poškozeno bylo několik domů a některé ulice byly evakuovány. Ropný terminál, provozovaný firmou Total, byl zachvácen silným požárem. Zraněno bylo 42 lidí, z toho 2 vážně. Policie uvedla, že šlo o nehodu, a popřela zprávy o dopadu letadla na terminál.
- V Chile proběhly prezidentské volby. Do druhého kola voleb, které proběhne 11. ledna 2006, postoupili Michelle Bacheletová (CPD, 45,9 %) a Sebastián Piñera (RN, 25,4 %).

12. prosince – pondělí
- V britském ropném terminálu u Hemel Hempstead hasiči stále bojovali s požárem, který byl označen jako největší v Evropě po 2. světové válce. Mračna hustého tmavého kouře zasahovaly až nad území Francie a Španělska. Vznítilo se 20 nádrží na ropu a ropné produkty z celkového počtu 27, ve večerních hodinách bylo již 12 nádrží uhašeno.
- Chorvatský generál Ante Gotovina poprvé stanul před Mezinárodním trestním tribunálem pro bývalou Jugoslávii v Haagu a ve svém vystoupení jednoznačně popřel svoji vinu na válečných zločinech během srbsko-chorvatské války v roce 1995.

13. prosince – úterý
- Švýcarský senátor Dick Marty uvedl ve své zprávě pro Radu Evropy, že CIA unášela lidi a přepravovala je letecky přes Evropu jako vězně do utajených míst. Podle Martyho je takové počínání proti všem principům lidských práv. Marty ve své zprávě uvedl, že není jasné, zda vlády evropských států o aktivitě CIA věděly.
- Prezident USA George W. Bush uvedl, že v Iráku bylo od počátku Američany vedené invaze zabito asi 30 000 Iráčanů a 2140 amerických vojáků. Podle mluvčího Bílého domu však nejde o oficiální vládní odhad.
- V Hongkongu začalo jednání Šesté ministerské konference Světové obchodní organizace.
- V Kalifornii byl smrtící injekcí popraven bývalý vůdce gangu Stanley Williams, který byl v roce 1981 odsouzen k trestu smrti za čtyřnásobnou vraždu. Ve vězení napsal několik knih pro děti a zapojil se do boje proti násilí. Za tyto aktivity byl několikrát nominován na Nobelovu cenu za literaturu a za mír. Kalifornský guvernér Arnold Schwarzenegger i Nejvyšší soud žádost o milost zamítli.

14. prosince – středa
- Íránský prezident Mahmúd Ahmadínežád ve svém projevu označil holokaust za mýtus. Rovněž uvedl, že stát pro Židy by měla Evropa vytvořit na svém území místo okupace Palestiny.
- Evropský parlament schválil směrnici týkající se uchovávání telekomunikačních záznamů.

15. prosince – čtvrtek
- V Iráku proběhly parlamentní volby, kterých se podle odhadů zúčastnilo kolem 70 % voličů. Během hlasování panoval v zemi ve srovnání s předchozími volbami relativní klid. Oficiální výsledky voleb mají být zveřejněny do konce prosince.
- Vůdce hnutí Fatah Marwan Barghouti po rozkolu uvnitř hnutí založil na Západním břehu Jordánu novou radikální palestinskou politickou stranu jménem al-Mustaqbal (Budoucnost).
- Ve věku 87 let zemřela v Praze básnířka a překladatelka Jiřina Hauková. Byla poslední žijící členkou Skupiny 42.

16. prosince – pátek
- Obchodní komplex v historické části Istanbulu Eyup byl poškozen výbuchem. Zraněno bylo několik lidí. Údajně byla příčinou exploze závada v topném systému.
- Izrael se chystá na úder proti Íránu. Premiér Ariel Šaron údajně vyzval, aby se armáda připravila na možný útok na íránská jaderná zařízení. Izrael tak reaguje na výzvy íránského prezidenta Mahmúda Ahmadínežáda, který žádal přemístění Izraele.
- Poslanecká sněmovna zdvojnásobila rodičovské příspěvky, které dostávají rodiče od půl roku věku dítěte do čtyř let. Zákon začne platit od roku 2007. Současně s tím se sníží životní minimum.
- Poslanecká sněmovna schválila zákon umožňující homosexuálům registrované partnerství, ale nedovoluje jim adoptovat děti. Zákon podpořili komunisté spolu s ČSSD. Naopak proti byli Křesťanští demokraté spolu s ODS, která se obává toho, že homosexuálové budou chtít také adopci dětí.
- Nad Českou republikou, Německem a Rakouskem se přehnala vichřice, která byla ve vyšších polohách doprovázena intenzivním sněžením. V ČR jsou hlášeny 2 oběti na životech, komplikace v dopravě vznikají především na horách a Českomoravské vysočině.
- Bulharsko začalo stahovat své vojáky z Iráku.

17. prosince – sobota
- Rozpočet Evropské unie byl schválen. Do Česka bude proudit přibližně 93 miliard korun ročně.
- Evropská unie udělila Makedonii status kandidátské země. Ocenila tak pokroky, kterých tato bývalá jugoslávská republika dosáhla. Současně však uvedla, že k přijetí je ještě kus cesty.

18. prosince – neděle
- Premiér Izraele Ariel Šaron byl hospitalizován po mozkové mrtvici, podle lékařů byl ve stabilizovaném stavu.
- V Konžské demokratické republice se uskutečnilo referendum o nové ústavě. Její text by měl dovést zemi až k prvním svobodným volbám v červnu 2006.
- V Bolívii se konaly prezidentské volby. O přízeň voličů se v nich utkali Evo Morales a Jorge Quiroga.
- Velká Británie přiznala, že ještě dva roky po skončení druhé světové války mučili německé vězně mezi, kterými byli bývalí členové Hitlerovy NSDAP a jednotek SS, ale také prosperující němečtí podnikatelé, kteří se ničím neprovinili. Ze zdrojů, které ministerstvo zahraničí zveřejnilo vyplývá, že nejméně dva vězni zemřeli hladem a jeden byl ubit k smrti.
- Vědcům se podařilo dekódovat strukturu mitochondriální DNA vyhynulého mamuta severního (Mammuthus primigenius).
- Osobnostmi roku časopisu Time se stali Bono Vox, Bill Gates a Melinda Gatesová.

19. prosince – pondělí
- V severoirském Belfastu se uskutečnila historicky první svatba osob stejného pohlaví. Umožnil to zákon, který vstoupil v platnost v tomto měsíci, a který dává homosexuálům téměř stejná práva jako běžným párům, s výjimkou adopce dětí. Shannon Sicklesová a Grainne Closeová si své „ano“ řekli za velkého mediálního zájmu i zájmu demonstrantů za tradiční rodinu. V Británii tvoří homosexuálové 6 % populace. O uzavření sňatku požádalo během prosince asi 1 200 párů. Pravděpodobně nejsledovanější svatbou bude sňatek legendy populární hudby Eltona Johna a jeho přítele Davida Furnishe, který se uskuteční ve středu.
- Izraelští lékaři oznámili, že stav premiéra Ariela Šarona, který byl po malé mozkové mrtvici, není vážný. Premiér by mohl být propuštěn z nemocnice zítra.
- Bývalý izraelský premiér Benjamin Netanjahu se stal vítězem primárních voleb strany Likud a vystřídá tak ve vedení strany Ariela Šarona, který ze strany vystoupil a založil novou stranu Kadima.
- Vítězem prezidentských voleb v Bolívii se stal levicový kandidát Evo Morales.
- Podle agentury STEM vede ODS nad ČSSD v průzkumu volebních preferencí o pět procentních bodů. Volilo by ji 31 % dotázaných, ČSSD pak 25,9 % respondentů.
- Mnichovský soud osvobodil Ladislava Nižňanského (88), který čelil obvinění z válečných zločinů v souvislosti s masakry obyvatel slovenských vesnic Ostrý Grúň a Kľak německými komandy. Žaloba ho vinila ze smrti 164 osob, ale nepodařilo se ji prokázat jeho vinu. Za tyto zločiny byl Nižňanský v nepřítomnosti odsouzen v Československu k trestu smrti. Osvobozující výrok vyvolal zklamání u obyvatel Kľaku a Grúně a u pamětníků událostí.

20. prosince – úterý
- Federální soudce v americké Pensylvánii zakázal výuku náboženské teorie stvoření světa, tzv. „teorii inteligentního designu“. Tuto označil za chabě zamaskovaný pokus o kreacionismus, jehož výuka byl již dříve na veřejných školách zakázána. Soudce se rovněž odvolal na zákaz výuky náboženství na veřejných školách. Rozsudek nyní poslouží jako precedens ve 30 dalších procesech v celých Spojených státech, ve kterých se navrhovatelé snaží zakázat výuku nevědecké teorie na úkor Darwinovy.
- Poslanecká sněmovna schválila zákon o deregulaci nájemného. Nájemné má růst o 14,2 % ročně až do roku 2010. Zákon ještě musí schválit Senát.
- V New Yorku se zastavila veřejná doprava. Do stávky vstoupilo 30 000 zaměstnanců veřejné dopravy v New Yorku, když v noci skončila neúspěšná jednání o zvýšení platů. Zaměstnanci požadovali zvýšení platů o 8 %, nakonec slevili ze svých požadavků na 6 % a snížení výše disciplinárních pokut. Veřejnou dopravu používá ve městě sedm miliónů lidí a očekává se chaos.
- Ústavní soud zrušil restituční tečku pro přímé dědice.

21. prosince – středa
- Bývalý irácký prezident Saddám Husajn obvinil Američany, že ho ve vězení mučí. Představitelé USA jeho obvinění odmítli.
- Rusko vyslalo k ISS automatickou nákladní loď Progress, na které jsou mimo jiné vánoční dárky pro kosmonauty.
- Írán má rakety s plochou dráhou letu schopné nést jaderné hlavice. Oznámila to izraelská tajná služba, která zároveň popřela, že má plán vojenského úderu proti Íránu.
- Každý odborář v New Yorku, který se účastnil stávky, musí zaplatit dvoudenní plat za každý den stávky. Rozhodl o tom soud, který označil stávku za nelegální.
- V 19:35 SEČ nastal pro severní polokouli zimní slunovrat. Tento den je na severní polokouli nejkratším v roce.

22. prosince – čtvrtek
- Předseda české vlády Jiří Paroubek oznámil, že místopředsedou vlády pro ekonomiku se místo odcházejícího Martina Jahna stane předseda dozorčí rady ČEZ a bývalý předseda Fondu národního majetku Jiří Havel.

23. prosince – pátek
- Úřadu polského prezidenta se ujal Lech Kaczyński, který v této funkci vystřídal Aleksandera Kwaśniewského.
- Krátce po startu z ázerbájdžánského hlavního města Baku se zřítilo letadlo místních aerolinií. Všech 23 osob na palubě zahynulo. Podle ázerbájdžánské vládní komise bylo příčinou havárie selhání navigačních přístrojů letadla.

24. prosince – sobota
- V egyptské Káhiře byl za údajný podvod při registraci své strany Al-Ghad odsouzen na 5 let do vězení opoziční předák Ajmán Núr. Podle Núra je obvinění nepravdivé a své stíhání označuje za politicky motivované.

25. prosince – neděle
26. prosince – pondělí
27. prosince – úterý
28. prosince – středa
- Do vesmíru byla vyslána první družice pro testování komponent evropského navigačního systému Galileo. První technologickou navigační družici Giove A vynesla dopoledne z kazašského kosmodromu Bajkonur ruská raketa Sojuz-FG/Fregat.
- Přívaly sněhu, které už několik dní za sebou postihují řadu evropských zemí, působily velké problémy především v silniční dopravě. Závěje, silný vítr, mráz a náledí vedly na mnoha místech v Evropě k dopravním komplikacím značného rozsahu a někdy i ke smrtelným nehodám. Velké problémy hlásí Rakousko, Slovensko, Francie, Itálie, Velká Británie a Skandinávie
- Izrael vyhlásil asi 2,5 kilometru široký neobydlený pruh v severní části Pásma Gazy za „nárazníkovou zónu“ a pod hrozbou zabití do ní zakázal vstup Palestincům. Cílem opatření je podle Izraele zabránit ostřelování izraelských měst raketami, které odpalují palestinské militantní skupiny.

29. prosince – čtvrtek
- Polský prezident Lech Kaczyński na žádost polské vlády odložil stažení polských vojáků z Iráku o jeden rok, do konce roku 2006. Předchozí levicová vláda zamýšlela stáhnout jí vyslaný kontingent asi 1 500 vojáků do konce roku 2005. V březnu 2006 by však měl počet polských vojáků v Iráku klesnout na 900.
- Komise jihokorejských vědců dospěla k závěru, že zfalšována byla celá zpráva Hwang U Suka o výzkumu kmenových buněk. Definitivně tak odmítla možnost, že by byla pravdivá byť i jen část zprávy, v níž jejich kolega tvrdil, že se mu podařilo vytvořit kmenové buňky šité na míru jednotlivým pacientům, které měly být použitelné při léčbě cukrovky nebo Alzheimerovy choroby.
- Během izraelské kontroly minibusu u města Tulkaram na Izraelem okupovaném Západním břehu Jordánu odpálil nálože na svém těle příslušník organizace Islámský džihád. Při výbuchu kromě něj zahynuli i dva další Palestinci a jeden izraelský voják.

30. prosince – pátek
- Egyptská policie zabila nejméně 20 súdánských emigrantů při násilném vyklízení tábora, který si utečenci zřídili nedaleko káhirské úřadovny OSN. Súdánci požadovali, aby Úřad Vysokého komisaře OSN pro uprchlíky zajistil jejich přesun do jiné země.
- Asi stovka palestinských policistů na několik hodin zablokovala přechod mezi Pásmem Gazy a Egyptem a přiměla k odchodu pozorovatele Evropské unie. Cílem policejního protestu bylo upozornit na rostoucí nezákonnost v Pásmu Gazy poté, co při byl při přestřelce s členy ozbrojeného gangu 29. prosince zabit jeden z jejich kolegů. Tentýž den byla v Pásmu Gazy propuštěna britská humanitární pracovnice Kate Burtonová a její rodiče, které dosud neznámá palestinská ozbrojená skupina unesla 28. prosince.
- Zvláštní zpravodaj OSN pro otázky mučení Manfred Nowak prohlásil, že existují věrohodné informace o tom, že americká armáda nutí vězně držící hladovku na základně Guantánamo přijímat potravu „krutým způsobem“. Na Guantanámu nyní podle amerických úřadů drží hladovku 84 vězňů.
- Při dvou explozích v Bagdádu bylo zabito nejméně 5 lidí, vesměs civilistů, a 23 dalších zraněno. První útok byl zřejmě spáchán sebevražedným útočníkem v automobilu, v druhém případě šlo o minometný útok.
- Jihokorejský parlament schválil vládní návrh na snížení počtu vojáků v Iráku z 3 200 na 2 300.

31. prosince – sobota
- V Západních Tatrách na Slovensko zahynulo pod lavinou 7 českých horolezců, kteří přes varování Horské záchranné služby před hrozícím nebezpečím bivakovali ve Spáleném Žlebu. Pouze jeden horolezec ze skupiny se zachránil.
- Na Slovensku byl poslední den povinné vojenské služby. Od 1. ledna 2006 má Slovensko plně profesionální armádu.